# Divisione Nazionale A 1934

La formazione della Rari Nantes Florentia per la seconda volta campione d'Italia

La Divisione Nazionale A 1934 è stata la 18ª edizione della massima serie del campionato italiano maschile di pallanuoto. Al campionato presero parte 9 sodalizi (in origine dovevano essere 10) che si contesero lo scudetto, alla fine vinto dal Florentia. Le eliminatorie del campionato iniziarono il 10 giugno 1934 e durarono 12 giornate, in ognuna delle quali ogni squadra incontrava due squadre avversarie.
Il torneo fu vinto dalla Florentia con autorevolezza complice anche il passo falso del Camogli, alla fine secondo, a Milano con il Rari Nantes Milano. I comogliesi disputarono comunque un ottimo campionato, balzando in testa alla classifica anche per alcune giornate. Deludente fu il cammino del Rari Nantes Milano che, partito con ambizioni di vittoria, è crollato nelle ultime giornate giungendo solo quinto.
Discreto il rendimento della Lazio mentre la Rari Nantes Napoli fu costretta al ritiro il 28 agosto 1934 mentre si trovava in buona posizione in classifica a causa della partenza di molti titolari per la crociera dei littori in America e retrocessa in Serie B dopo che la Federazione Italiana Nuoto decise di annullare tutte le partite disputate dalla società partenopea. Altra retrocessa fu l'ultima classificata, la Libertas. Tuttavia la FIN decise di riammettere i partenopei alla Divisione Nazionale dell'anno successivo. Il campionato di Serie B fu vinto dall'Andrea Doria, che, insieme alla seconda squadra della Florentia, furono promossi in Serie A. Tuttavia, a differenza della Doria, la Florentia non partecipò al campionato successivo, sostituita dal GUF Torino.

## Calendario e risultati
1ª giornata - 10-06-1934
- Trieste
  - ST Nuoto-Libertas 3-1
  - ST Nuoto-Florentia 3-3
- Camogli
  - Camogli-Rari Nantes Milano 2-2
  - Camogli-Lazio 5-2
- Voltri
  - Mameli-Ginnastica Triestina 3-1
  - Mameli-Rari Nantes Napoli 1-4 ann.

2ª giornata - 17-06-1934
- Milano:
  - Milano-Camogli 1-0
  - Milano-Lazio 1-1
- In casa del Libertas:
  - Libertas-Triestina 3-0
  - Libertas-Florentia 1-4
- Trieste:
  - Ginnastica-Napoli 3-2 ann.
  - Ginnastica-Mameli 0-0

3ª giornata - 24-06-1934
- Roma:
  - Lazio-Milano 0-1
  - Lazio-Camogli 2-4
- Firenze:
  - Florentia-Libertas 5-2
  - Florentia-Triestina 10-0
- Napoli:
  - Napoli-Ginnastica 1-0 ann.
  - Napoli-Mameli 3-1 ann.

4ª giornata - 29-06-1934
- Firenze:
  - Florentia-Lazio (rinviato)
  - Florentia-Napoli (rinviato)
- Trieste:
  - Triestina-Camogli 1-1
  - Triestina-Mameli 3-1
- Campo del Libertas:
  - Libertas-Triestina 1-3
  - Libertas-Milano 1-3

5ª giornata - 01-07-1934
- Roma:
  - Lazio-Napoli 1-4 ann.
  - Lazio-Florentia 1-3
- Camogli:
  - Camogli-Mameli 1-0
  - Camogli-Triestina 3-1
- Milano:
  - Milano-Libertas 2-1
  - Milano-Ginnastica 3-1

6ª giornata - 08-07-1934
- Voltri:
  - Mameli-Camogli 2-2
  - Mameli-Triestina N 2-1
- Trieste:
  - Ginnastica-Libertas 6-1
  - Ginnastica-RN Milano 3-2
- Napoli:
  - RN Napoli-SS Lazio 1-1 ann.
  - RN Napoli-RN Florentia 1-3 ann.

7ª giornata - 15-07-1934
- Firenze:
  - Florentia-Camogli 1-0
- Genova (Sestri):
  - Libertas-Lazio 0-2
  - Libertas-Mameli

8ª giornata - 26-08-1934
- Camogli:
  - Camogli-Florentia 4-1
  - Camogli-Triestina 3-1
- Roma:
  - Lazio-Mameli 0-0
  - Lazio-Libertas 3-0

9ª giornata - 02-09-1934
- Trieste:
  - Triestina-Camogli 0-1
  - Triestina-Florentia 4-3
- Genova:
  - Mameli-Libertas 3-0
  - Mameli-Lazio 3-1

10ª giornata - 09-09-1934
- Genova:
  - Libertas-Camogli 0-2
- Trieste:
  - Ginnastica-Triestina 1-2
  - Triestina-Lazio 2-0
- Firenze:
  - Florentia-Mameli 2-1
  - Florentia-Milano 9-0

- 18 settembre 1934: Lazio-Triestina 5-1[17]
- 20 settembre 1934: Mameli-Libertas 1-0[18]
- 2 ottobre 1934: Florentia-Ginnastica 5-0[19]
- 3 ottobre 1934: Lazio-Ginnastica 0-2[20]

### Tabellone
| [ 1 ]      | Florentia | Camogli | Ginnastica | Mameli | Milano | Lazio | Triestina | Libertas |
| ---------- | --------- | ------- | ---------- | ------ | ------ | ----- | --------- | -------- |
| Florentia  |           | 1-0     | 5-0        | 2-1    | 0-0    | 3-0   | 10-0      | 5-2      |
| Camogli    | 4-1       |         | 3-1        | 1-0    | 2-2    | 5-2   | 3-1       | 1-0      |
| Ginnastica | 4-3       | 0-1     |            | 0-0    | 2-1    | 4-0   | 3-1       | 6-1      |
| Mameli     | 2-3       | 2-2     | 3-1        |        | 2-1    | 3-1   | 2-1       | 3-0      |
| Milano     | 2-5       | 1-0     | 3-1        | 0-2    |        | 1-1   | 1-0       | 2-1      |
| Lazio      | 1-3       | 3-4     | 0-2        | 0-0    | 0-1    |       | 5-1       | 3-0      |
| Triestina  | 3-3       | 1-1     | 1-2        | 3-1    | 11-0   | 2-0   |           | 3-1      |
| Libertas   | 1-4       | 0-2     | 1-3        | 0-1    | 1-3    | 0-2   | 2-0       |          |

## Classifica finale
|  |    | Classifica finale 1934 | Pt   | G  | V  | N | P  | GF | GS |
|  | -- | ---------------------- | ---- | -- | -- | - | -- | -- | -- |
|  | 1. | Florentia              | 22   | 14 | 10 | 2 | 2  | 48 | 20 |
|  | 2. | Camogli                | 21   | 14 | 9  | 3 | 2  | 29 | 15 |
|  | 3. | Mameli                 | 17   | 14 | 7  | 3 | 4  | 22 | 15 |
|  | 3. | Ginnastica Triestina   | 17   | 14 | 8  | 1 | 5  | 29 | 23 |
|  | 5. | Milano                 | 15   | 14 | 6  | 3 | 5  | 19 | 28 |
|  | 6. | Triestina              | 10   | 14 | 4  | 2 | 8  | 37 | 34 |
|  | 7. | Lazio                  | 8    | 14 | 3  | 2 | 9  | 18 | 29 |
|  | 8. | Libertas               | 2    | 14 | 1  | 0 | 13 | 10 | 38 |
|  | 9. | Napoli                 | rit. | -  | -  | - | -  | -  | -  |

## Verdetti
- Florentia Campione d'Italia 1934
- Libertas e Rari Nantes Napoli retrocesse in Divisione Nazionale B; RN Napoli successivamente ripescato, mentre il Libertas disputò nella stagione 1935 il campionato cadetto di Prima Divisione.